# Finley Dickinson
Finley Dickinson es un deportista británico que compite en vela en la clase Laser. Ganó una medalla de bronce en el Campeonato Europeo de Laser de 2025.

## Palmarés internacional
| \| Campeonato Europeo \| Campeonato Europeo \| Campeonato Europeo \| Campeonato Europeo \| \| Año \| Lugar \| Medalla \| Clase \| \| ------------------ \| ------------------ \| ------------------ \| ------------------ \| \| 2025 \| Marstrand (Suecia) \| Medalla de bronce \| Laser \| |                    |                   |       |
| Campeonato Europeo |                    |                   |       |
| Año | Lugar              | Medalla           | Clase |
| 2025 | Marstrand (Suecia) | Medalla de bronce | Laser |